# Omorgus monachus
Omorgus monachus es una especie de escarabajo del género Omorgus, familia Trogidae. Fue descrita científicamente por Herbst en 1790.
Esta especie se encuentra en Carolina del Sur, Kansas, Texas, Nuevo México, Nebraska, Oklahoma, Florida, Indiana y Iowa, también en México, en Sinaloa y Sonora.